# Прейслер, Даниэль
Даниэль Прейслер, также Даниэль Прайслер (нем. Daniel Preißler, Preisler; 8 марта 1627, Прага — 19 июня 1665, Нюрнберг) — немецкий живописец исторического и портретного жанров. Основатель большой художественной семьи живописцев, рисовальщиков и гравёров из Нюрнберга, члены которой работали на протяжении трёх веков.

## Биография
Даниэль Прайслер Старший родился в Праге Богемия, он был сыном мастера-жестянщика Георга Прейслера и происходил из старинной богемской семьи мастеров-стеклодувов.

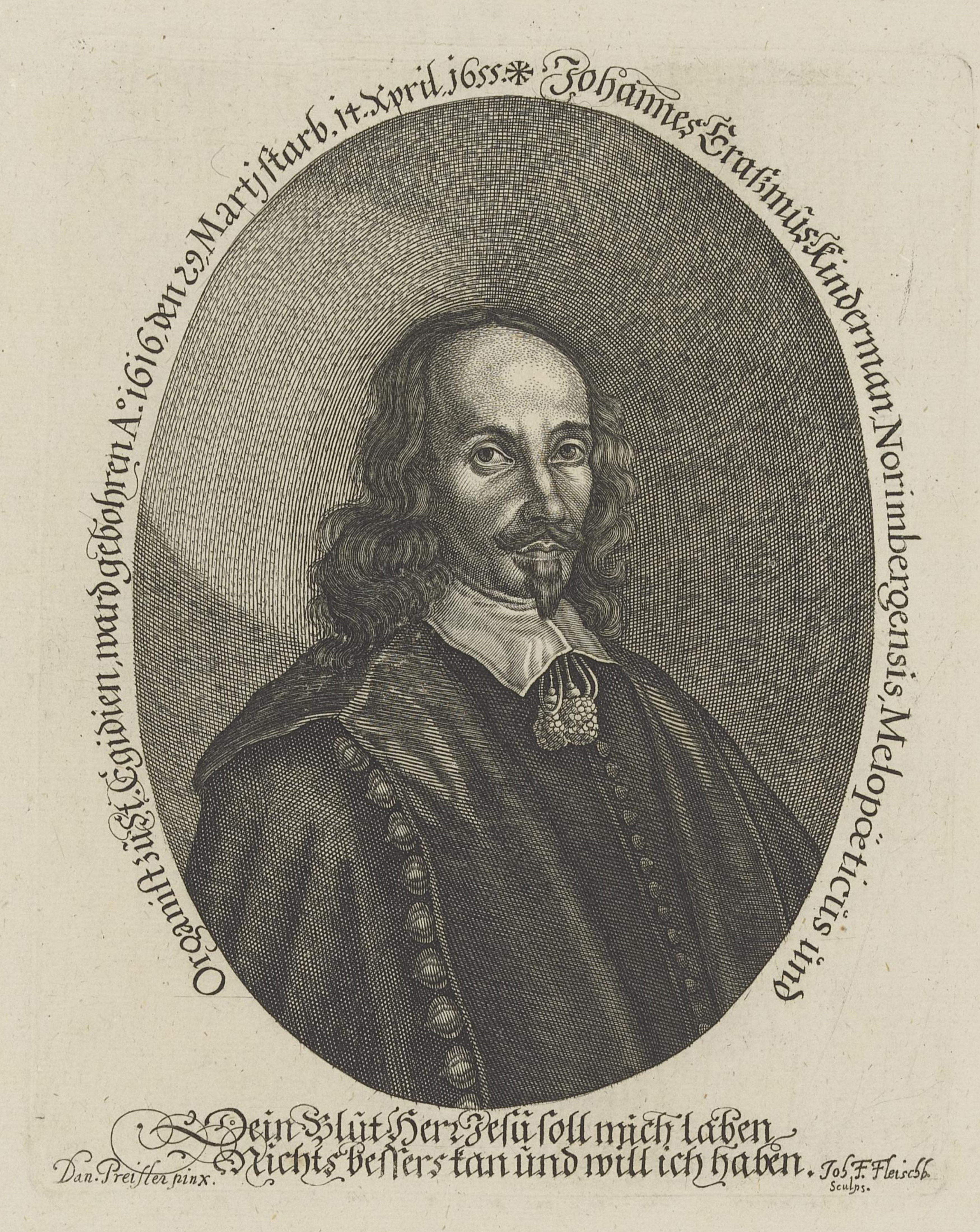
И. Э. Киндерман. Офорт Д. Прейслера по картине И. Ф. Флейшбергера

В 1642 году он начал свое ученичество в Дрездене, столице Саксонии у придворного художника Кристиана Шиблинга. Затем он странствовал по Германии и Австрии и в 1652 году обосновался в Нюрнберге (Бавария). В 1658 году он расписал две панели больших органов церкви Св. Зебальда в Нюрнберге, на которых он изобразил известных музыкантов, учёных и священнослужителей города.
С 1652 года Даниэль жил и работал в Нюрнберге. В 1660 году он написал алтарный образ «Сошествие Святого Духа на постолов» для Больницы Святого Духа (Heilig-Geist-Spital) в Нюрнберге, «Вознесение Христа» (в дворцовой капелле) Нюрнбергa. Даниэль Прейсслер оставил ряд выразительных портретов, среди которых Юстина Катарина Кирхмайер (около 1660 года), а также автопортрет, изобразив себя, играющим на лютне вместе с женой и тремя детьми. Картина датирована 1665 годом, годом его преждевременной смерти в возрасте тридцати восьми лет. Эти произведения можно увидеть в Германском национальном музее в Нюрнберге.
Сын Даниэля Прейслера Старшего — Иоганн Даниэль Прейслер (1666—1737) — живописец, рисовальщик, педагог и известный теоретик преподавания рисунка, автор знаменитого академического пособия: «Рисовальной книги Прейслера». Его дети также были живописцами и гравёрами, в разные годы руководившие Нюрнбергской академией изобразительных искусств: Иоганн Юстин, Георг Мартин и Иоганн Мартин Прейслер.
Известны и другие художники, потомки этой семьи, например рисовальщик и гравёр Иоганн-Георг Прейслер (Прайсслер) (1757—1831), ученик известного рисовальщика и гравёра Иоганна Георга Вилле.